# Jemenhämpling
Jemenhämpling (Linaria yemenensis) är en fågel i familjen finkar inom ordningen tättingar, enbart förekommande på sydvästra Arabiska halvön.

## Kännetecken

### Utseende
Jemenhämplingen är en 11,5-12 centimeter lång fink som liknar hämplingen (Linaria cannabina), men är geografiskt isolerad från denna. Den har grått huvud, kastanjefärgad ovansida, grått bröst (hos hanen), vitt vingband eller vit fläck på de i övrigt svarta handpennorna, kortare näbb samt saknar rött på panna och bröst.

### Läten
Från jemenhämplingen hörs läten som påminner både om steglits och lockande Phylloscopus-sångare, men ett "sis-sis-sis" och 
ett klart "sweet-ee". Sången är en knagglig ramsa med gulhämplingliknande toner.

## Utbredning och systematik
Jemenhämplingen förekommer i bergstrakter på den sydvästra delen av Arabiska halvön, i sydvästra Saudiarabien och västra Jemen. Den behandlas som monotypisk, det vill säga att den inte delas in i några underarter.

### Släktestillhörighet
Tidigare placerades hämplingarna i släktet Carduelis men genetiska studier har visat att det släktet är parafyletiskt, varför hämplingarna nu oftast förs till det egna släktet Linaria.

## Levnadssätt
Jemenhämplingen förekommer på torra bergsplatåer, klippblocksströdda sluttningar och i wadis, mellan 1.800 och 3.000 meters höjd. Den lever av frön från buskar och låg växtlighet som gräs, örter och buskar, till exempel Plectranthus barbatus. Häckningssäsongen är mellan mars och juli, men vuxna har setts mata nyligen flygga ungar i oktober, vilket skulle tyda på att arten lägger två kullar.

## Status och hot
Arten har ett stort utbredningsområde och en stor population med stabil utveckling och tros inte vara utsatt för något substantiellt hot. Utifrån dessa kriterier kategoriserar internationella naturvårdsunionen IUCN arten som livskraftig (LC). Världspopulationen har inte uppskattats men den beskrivs som vanlig eller lokalt vanlig.